# Le donne di Cesare
Le donne di Cesare (Caesar's Women) è un romanzo storico scritto da Colleen McCullough e pubblicato nel 1996.
È il quarto volume di una saga ambientata nell'Antica Roma, che racconta gli ultimi decenni della Repubblica romana, dall'avvento di Gaio Mario a quello di Augusto.

## Trama
Roma - I secolo a.C.
Giulio Cesare ritorna a Roma dopo aver coperto brillantemente la carica di questore in Spagna. È intenzionato a coprire tutte le tappe del cursus honorum, per cui stringe amicizia con il ricchissimo ed ambizioso Crasso e con il potente Pompeo, che ebbro delle sue vittorie si è fatto soprannominare Magnus. 
Per riuscire nei suoi scopi, Cesare utilizzerà tutta la sua astuzia per ottenere la prestigiosa carica di Pontifex Maximus e legherà a sé Pompeo dandogli in sposa l'unica figlia, la bellissima e graziosa Giulia.
Frattanto Cesare intreccia con straordinaria disinvoltura relazioni amorose con le più celebri matrone romane, tra le quali la crudele Servilia, la capricciosa Pompea e l'elegante Calpurnia. Queste, come la madre Aurelia, la figlia e le tante donne che incontra nelle sue avventure, cercano di contendersi il suo cuore ed il suo affetto. Ma per Cesare l'amore è solo una delle tante pedine da usare sullo scacchiere del gioco politico. Chi vincerà avrà Roma...

## Edizioni
- Colleen McCullough, Le donne di Cesare, collana Scala stranieri, traduzione di Piero Spinelli, Rizzoli, 1996,  p. 684, ISBN 9788817670685.

- Colleen McCullough, Le donne di Cesare, collana Best BUR, traduzione di Piero Spinelli, Rizzoli, 2 settembre 1998,  p. 676, ISBN 9788817061094.